# Daniel Martín
Daniel Martín (Cartagena, 12 maggio 1935 – Saragozza, 28 settembre 2009) è stato un attore spagnolo.

## Biografia
Attore popolare in Spagna, tra gli anni sessanta e gli anni novanta ha interpretato ruoli in circa 70 film. Molto attivo nell'ambito del genere spaghetti-western e in quello della commedia, è conosciuto in Italia per aver interpretato Julián nel famoso film di Sergio Leone Per un pugno di dollari.

## Filmografia parziale
- Per un pugno di dollari, regia di Sergio Leone (1964)
- L'ultimo dei Mohicani (Uncas, el fin de una raza), regia di Mateo Cano (1965)
- ...4..3..2..1...morte, regia di Primo Zeglio (1967)
- Un minuto per pregare, un istante per morire, regia di Franco Giraldi (1968) - non accreditato
- E continuavano a fregarsi il milione di dollari (Bad Man's River), regia di Eugenio Martín (1971)
- Vamos a matar Sartana, regia di George Martin e Mario Pinzauti (1971)
- Attento gringo... è tornato Sabata! (Judas... ¡toma tus monedas!), regia di Alfonso Balcázar e Pedro Luis Ramírez (1972)
- Lo credevano uno stinco di santo, regia di Juan Bosch (1972)
- Il ritorno di Clint il solitario, regia di Alfonso Balcázar (1972)
- La polizia incrimina, la legge assolve, regia di Enzo G. Castellari (1973)
- Dieci bianchi uccisi da un piccolo indiano, regia di Gianfranco Baldanello (1974)

## Doppiatori italiani
- Pino Locchi in Lo credevano uno stinco di santo